# Maurice Montel

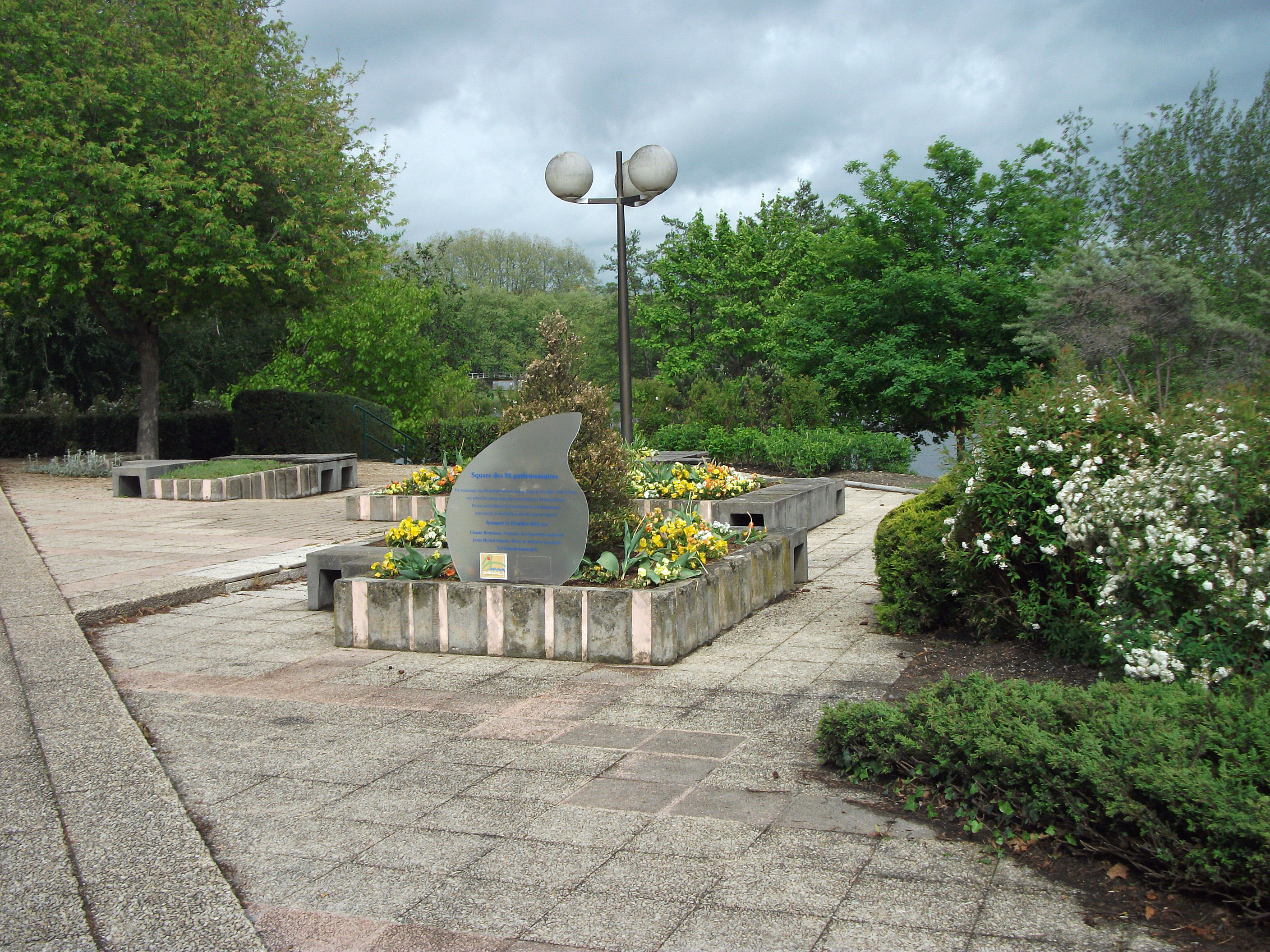
Bellerive-sur-Allier – Square des 80 Parlementaires 2014

Maurice Montel (* 10. Juni 1900 in Espaly-Saint-Marcel; † 14. Mai 1996 in Clermont-Ferrand) war ein französischer Politiker. Er stimmte 1940 als einer der „quatre-vingts“ (achtzig) gegen die diktatorischen Vollmachten für Philippe Pétain.

## Leben
Maurice Montel, Sohn eines Bauern aus der Auvergne, studierte in Paris, zunächst am Lycée Saint-Louis und dann an der École spéciale des travaux publics, du bâtiment et de l’industrie, die er mit einem Ingenieurdiplom verließ. Als Vizedirektor einer Versicherungsgesellschaft interessierte er sich sehr früh für Politik und kandidierte, nachdem er bereits seit 1934 Mitglied des Bezirksrats war, bei den Parlamentswahlen 1936.
Er war Mitglied der katholisch-sozialen Parti de la jeune République, von 1936 bis 1940 Abgeordneter der Unabhängigen Linken des Cantal und von 1945 bis 1946 der SFIO. In der historischen Abstimmung vom 10. Juli 1940 stimmte er mit „Nein“ und verweigerte Marschall Philippe Pétain die Vollmachten.
Von 1945 bis 1946 war er Mitglied der Assemblée constituante de 1945  (Verfassungsgebende Versammlung von 1945). Er war von 1937 bis 1940 und dann wieder von 1945 bis 1976 Generalrat des Kantons Ruynes-en-Margeride; in dieser zweiten Periode vertrat er zunächst die SFIO und trat später als unabhängiger Linker an. Von 1959 bis 1977 war er Bürgermeister von Ruynes-en-Margeride.
Er war der letzte Überlebende der 80 Parlamentarier, die die Vollmachten für Philippe Pétain ablehnten. Er war Offizier der Ehrenlegion.